# 12ª Armata
Die 12ª Armata (deutsch 12. Armee) war eine Armee des Königlich-Italienischen Heeres im Ersten Weltkrieg. De jure war die 12. eine italienische, de facto eine italienisch-französische Armee unter dem Befehl des französischen Generals Jean-César Graziani. Sie bestand nur wenige Wochen.

## Geschichte
Nach elf für beide Seiten verlustreichen Isonzoschlachten wurde im Herbst 1917 die deutsche 14. Armee für einen Entlastungsangriff an die Isonzofront verlegt. In der am 24. Oktober 1917 begonnenen zwölften Isonzoschlacht erzielten die Mittelmächte einen Durchbruch, der Italien zur Rücknahme seiner Front bis zum Piave zwang. Zur Unterstützung entsandten Frankreich und das Vereinigte Königreich elf Divisionen nach Italien, sechs französische und fünf britische, die dort zunächst in Reserve blieben und dann an der zweiten Phase der ersten Piaveschlacht teilnahmen. Im März 1918 zogen sechs verbündete Divisionen wieder ab. Es verblieben drei britische und zwei französische Divisionen, die bei der 6. Armee auf der Hochebene von Asiago konzentriert wurden und dort während der zweiten Piaveschlacht kämpften. Im Gegenzug entsandte Italien sein II. Korps mit zwei Divisionen nach Frankreich.

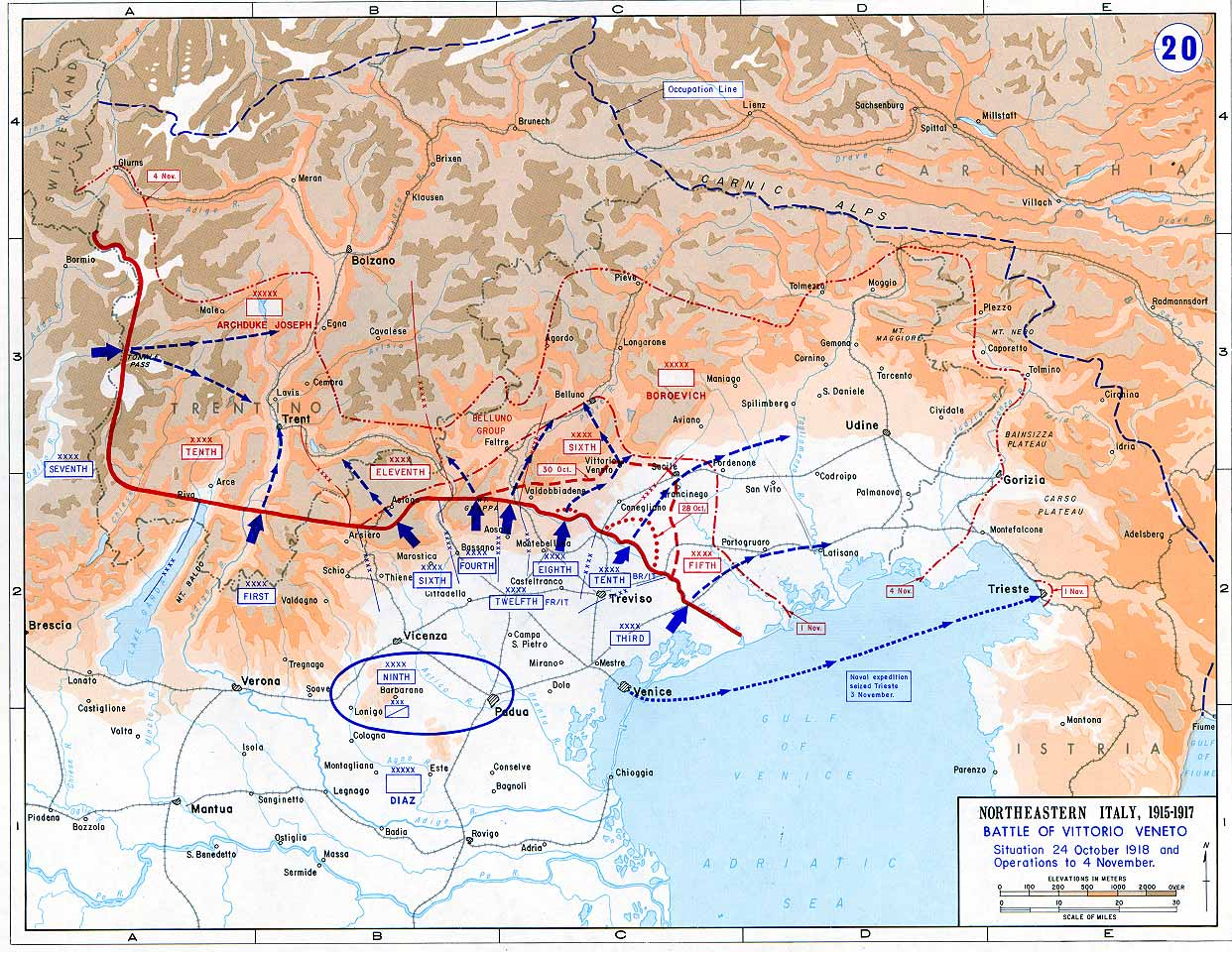
Schlacht von Vittorio Veneto

Für die geplante Schlussoffensive am Piave wurden im Oktober 1918 von einigen anderen italienischen Armeen Verbände abgezogen und bei der 8. Armee konzentriert, darunter von der 6. Armee das französische XII. Korps mit einer Division und das britische XIV. mit zwei Divisionen (die beiden anderen verbündeten Divisionen blieben bei der 6. Armee). Da die 8. Armee somit etwas zu groß wurde, bildete man an ihren beiden Seiten (auch aus diplomatischen Gründen) zwischen dem 12. und dem 14. Oktober 1918 zwei kleine neue Armeen: im Westabschnitt die zwischen dem Monte Tomba (Pederobba) und Vidor aufgestellte 12. Armee unter französischem Befehl und im Südosten von der Papadopoli-Insel (Maserada sul Piave) bis Ponte di Piave die 10. Armee unter britischem Befehl.
Die 12. Armee bestand aus dem italienischen I. Korps mit der 24. und der 70. Infanteriedivision, aus dem französischen XII. Korps mit der französischen 23. Infanteriedivision und kleineren Verbänden sowie aus der italienischen 52. Gebirgsdivision. In der am 24. Oktober 1918 begonnenen Schlacht von Vittorio Veneto unterstützte die 12. Armee mit ihrem rechten Flügel die 8. Armee bei ihrem Angriff auf der Ebene von Sernaglia. Dazu eroberte die 12. Armee die Höhen von Valdobbiadene und bedrohte damit den Rücken des Gegners. Mit dem linken Flügel unterstützte sie die westlich angrenzende 4. Armee durch Angriffe bei Alano di Piave und Quero in Richtung Feltre. Die dadurch von einer Umfassung bedrohte gegnerische Grappa-Front musste deswegen am 31. Oktober 1918 zurückgenommen werden. Feltre selbst wurde am 31. Oktober 1918 von der 80. Gebirgsdivision der 4. Armee eingenommen. Die 12. Armee wurde kurz nach Kriegsende im November 1918 wieder aufgelöst. Den aus Korsika stammenden französischen General Graziani ernannte man am 15. November 1918 Ehren halber auch zum italienischen General.

## Oberbefehlshaber
- Général de division Jean-César Graziani